# Antão Gonçalves
Antão Gonçalves foi um navegador e nobre português do século XV, da casa do Infante D. Henrique. Segundo se lê na Crónica dos Feitos da Guiné, de Zurara, capturou alguns africanos nativos da região do Rio do Ouro, que trouxe para Portugal.

## Biografia
Sendo guarda-roupa da Casa do Infante D. Henrique, foi por este incumbido em 1441 de navegar até ao Rio do Ouro, a fim de tomar e trazer banha e peles de lobos-marinhos e donde trouxe para Portugal, pela primeira vez, cativos negros.
Antão Gonçalves, que chegou a fazer três viagens ao Rio do Ouro, trouxe, na sua primeira deslocação, como cativos, gente daquelas terras, alguns nativos que tinham sido aprisionados. Quando regressava ao porto, com nove dos seus companheiros, depois de se internar pelo sertão, onde tinha aprisionado um homem e uma mulher indígenas, encontrou ancorado outro navio português, do comando de Nuno Tristão. Era a primeira vez que se encontravam, naquelas paragens, navios portugueses saídos do Algarve em épocas diferentes. Nuno Tristão, vendo os cativos, quis também trazer consigo alguns, e, na companhia de Antão Gonçalves, foi-lhe possível aprisionar o chefe dos indígenas, que se chamava Andahu.
Quando regressou ao porto, e a pedido unânime da tripulação, armou cavaleiro Antão Gonçalves, que tinha dado tão altas provas de bravura, e, por isso, o porto se ficou a chamar Porto do Cavaleiro. Ao chegar a Portugal, Antão Gonçalves foi recebido com entusiasmo, e os cativos muito bem tratados, mas Andahu pedia constantemente que o deixassem regressar à sua terra. O Infante D. Henrique acedeu ao seu desejo, e Antão Gonçalves, quando seguiu de novo para a Costa de África, levou consigo o chefe negro.
Ia encarregado de procurar notícias acerca da Índia e do Preste João. Em 1445, ainda foi ao Rio do Ouro, para ver se estabelecia relações com os mouros, e, mais tarde, por esses serviços, sendo referido como comendador na Ordem de Cristo da Vila de Tomar, foi nomeado alcaide-mor da dita vila, a 16 de Junho de 1473, e escrivão da puridade e agraciado com uma comenda, tudo da Ordem de Cristo, recebendo, ainda, outras mercês do Infante D. Henrique, que o nobilitou, com o que recebeu Brasão de Armas de Mercê Nova para o seu apelido.
Teve as seguintes armas, que se encontram registadas no Livro do Armeiro-Mor, acabado em 1509: de verde, com uma banda firmada de prata, carregada de dois leões aleopardados ou leopardos de púrpura, armados e lampassados de vermelho, postos no sentido da banda; timbre: um leão nascente ou sainte de púrpura, armado e lampassado de vermelho.
Não está provado, como alguns autores supõem, que Antão Gonçalves se tivesse dedicado ao comércio de escravos.
Ainda vivia quando D. Afonso V de Portugal lhe concede licença para comprar alguns bens de raiz até à quantia de 10$000 reais, contanto que os pardieiros que comprara estejam englobados na dita quantia. Na mesma data, o mesmo rei legitima Simão, Garcia, Valentim e Fernando, filhos de Antão Gonçalves, alcaide-mor e comendador da Vila de Tomar, e de Ana Gonçalves, mulher solteira, a pedido do pai.
A tradição genealógica identifica-o com um homónimo Antão Gonçalves, nascido em Travanca de Lagos, hoje Oliveira do Hospital, pai de Afonso Gonçalves, casado com Inês Afonso, cuja filha Inês Afonso (c. 1500 - Seia, Sameice, Quinta do Paço da Boavista, 2 de Outubro de 1554) foi primeira mulher, c. 1520, de Aparício Rodrigues de Macedo (Seia, Santiago, Casa de Folgosa do Salvador, c. 1492 - Seia, Sameice, Quinta do Paço da Boavista, 13 de Setembro de 1561), 1.º Senhor da Quinta do Paço da Boavista, em Sameice, Seia, Escudeiro do Mestre da Ordem de Santiago D. Jorge de Lancastre, Vereador do Senado da Câmara em 1508 e Coudel de Viseu, Juiz Ordinário da Vila do Casal, em Seia, etc., Lavrador (no sentido de proprietário agrícola) e arrematador de rendas, com geração, o qual casou segunda vez em 1555 com Isabel Álvares (Seia, Sameice - ?), também com geração.